# Cabrito

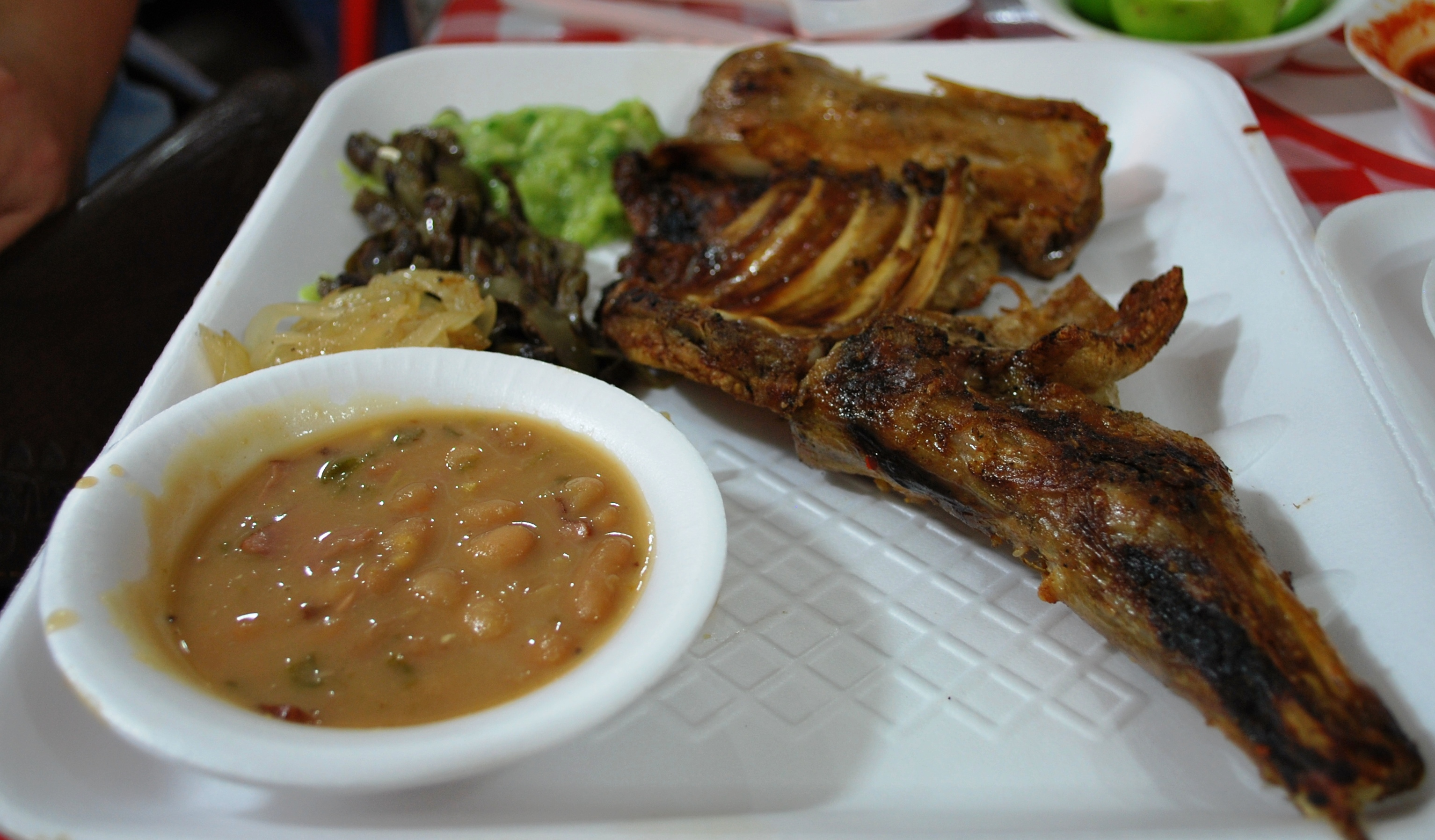
Plato de cabrito

Se le nombra cabrito a la cría de la cabra de hasta 4 meses de edad. La carne del cabrito se asemeja a la carne de la cría de borrego, al cordero de leche. El cabrito se utiliza en Portugal, España, Italia, Grecia, y en algunos países de África, Medio Oriente y Asia. En América Latina se consume ampliamente: en Perú, donde es usado en el seco de cabrito, plato típico de la ciudad de Chiclayo, en el Departamento de Lambayeque; en México, donde es el plato típico de la ciudad de Monterrey y del estado de Nuevo León; Brasil, Uruguay, Argentina, Chile y en el occidente de Venezuela, particularmente en los estados Falcón, Lara y Zulia, donde es muy abundante y apetecido.
En Colombia el inventario caprino para el 2019 se estima en 1.006.077 animales aproximadamente, ubicados en su gran mayoría en los departamentos de La Guajira (78,84%), Boyacá (3,93%), Magdalena (3,45%), Cesar (3,16%), Santander (3,12%), Cundinamarca (1,94%), Antioquia (0,66%), Bolivar (0,62%), Huila (0,57%) y Meta (0,55%), datos obtenidos del Instituto Colombiano AgropecuarioICA.

### España
En Canarias se conoce al cabrito como baifo, destacándose en la gastronomía de Canarias. Dicha denominación proviene del dialecto guanche, siendo frecuente la pervivencia de esta terminología en dicho archipiélago.
La pata de cabrito elaborada al horno es muy popular en la Región de Murcia.

### México

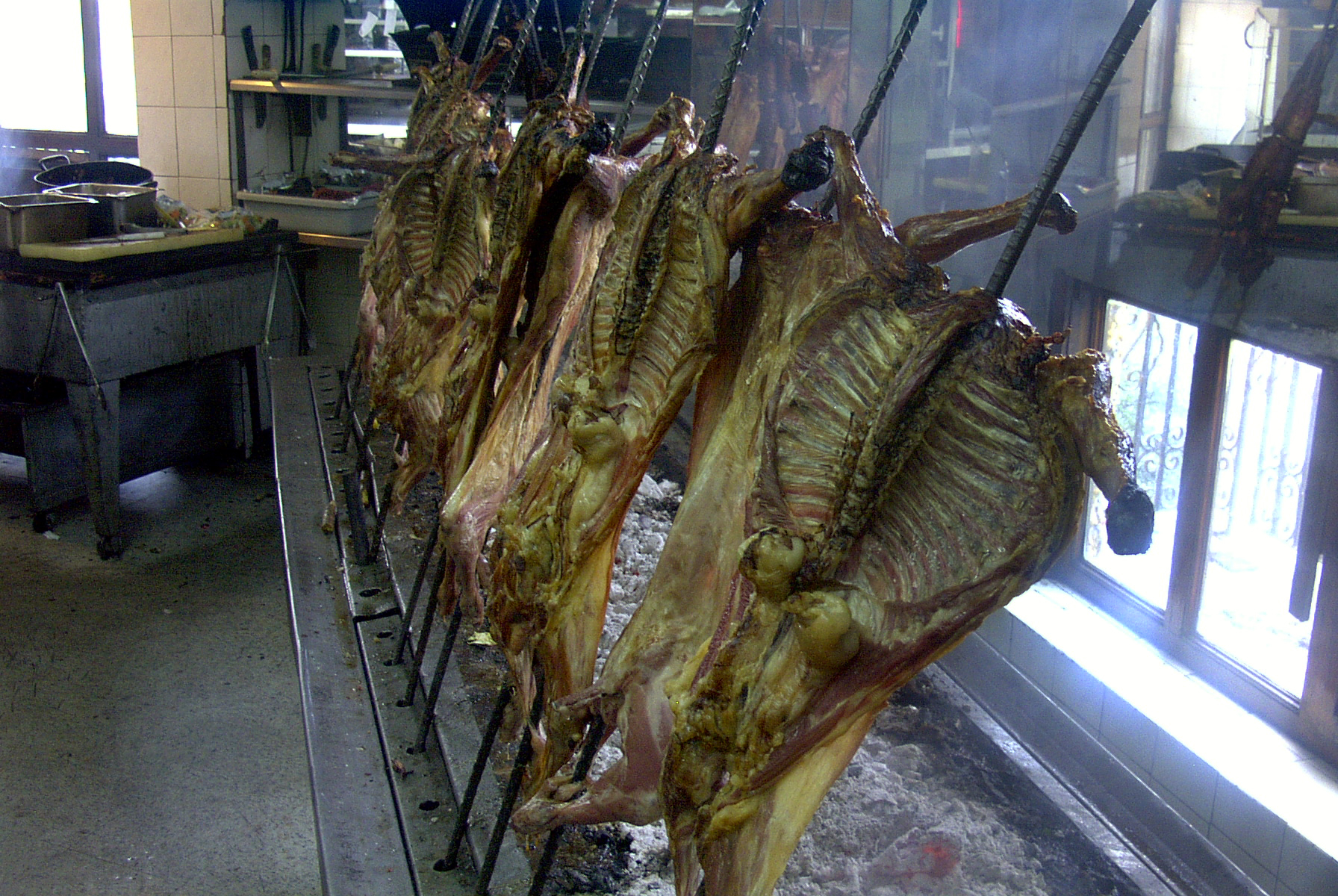
Cabrito al pastor en Monterrey, México

El cabrito al pastor, que es la típica preparación del cabrito en Monterrey y del resto de Nuevo León en el noreste de México, se prepara ensartando una vara de granjeno (hoy en día una varilla de metal) por la pierna del animal atravesándolo longitudinalmente a un costado de la columna vertebral. Una vez ensartado el cabrito, una parte de la varilla se ensarta al piso cerca de las brasas de carbón para comenzar su cocción lenta, aunque hoy en día hay asadores especiales para cabrito. Hay que mencionar que en Monterrey el cabrito se denomina a las crías de 30 a 45 días de nacidos, únicamente alimentados con leche. Otras preparaciones del cabrito en Monterrey son la fritada, un guiso de cabrito lechal en su sangre, el cabrito guisado en salsa de tomate y el cabrito al horno. El método de preparación tanto como el origen del platillo proviene de la gastronomía judía de los fundadores del estado de Nuevo León de origen judío sefardí.

### Perú

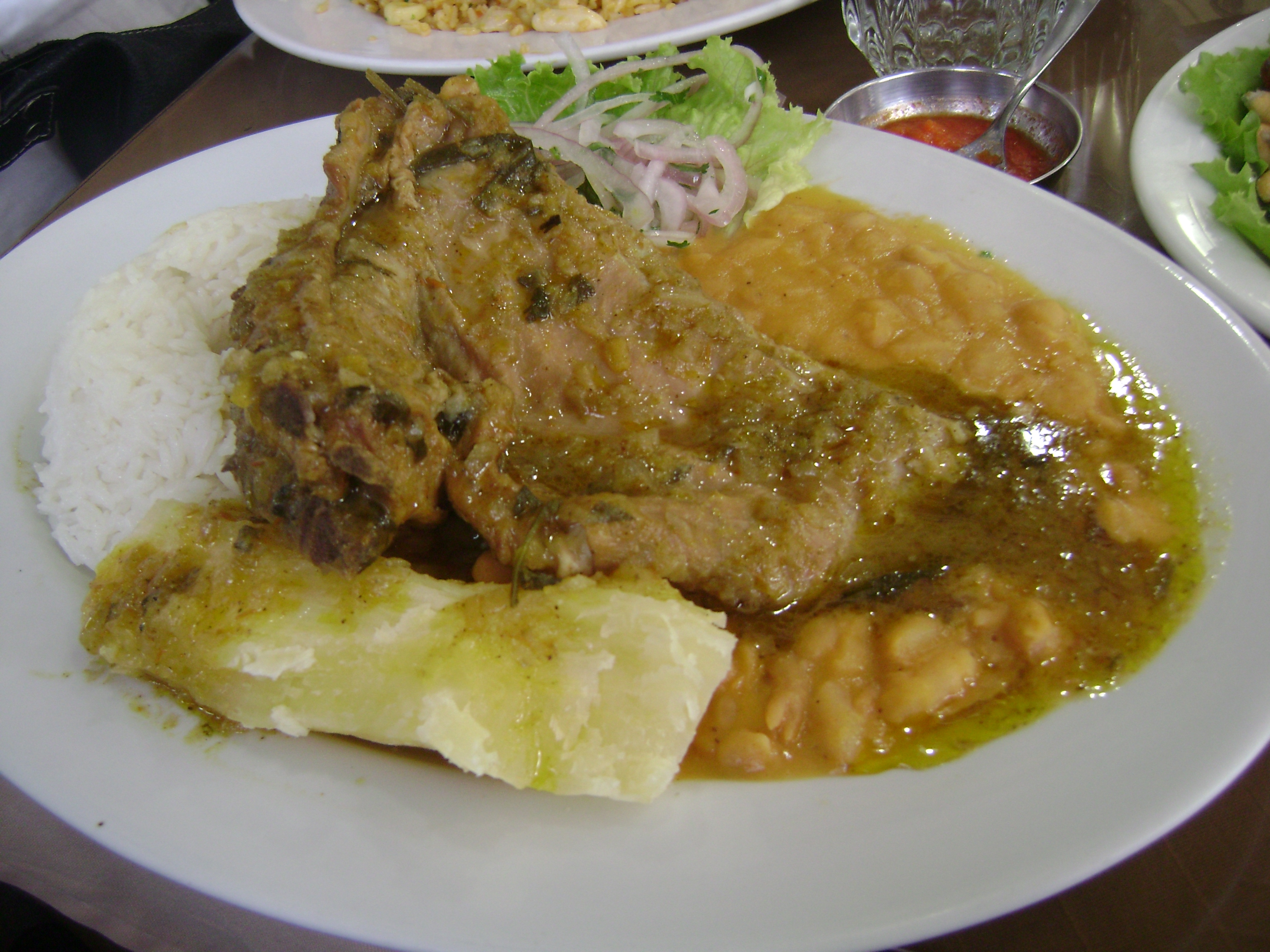
Seco de cabrito, plato típico del Departamento de Lambayeque, Perú

En Perú, el seco de cabrito es un plato típico en la costa norte (La Libertad, Lambayeque, Piura y Tumbes). El cabrito es guisado con ingredientes oriundos como ají mirasol, ají amarillo, chicha (bebida típica a base de maíz), zapallo loche (variedad de calabaza única de la zona de Lambayeque), y otros elementos como culantro, cebolla y ajo. Es acompañado con frejoles y yuca cocida. Es uno de lo platos más importantes del país y generalmente es el plato principal que se sirve en eventos sociales del país andino.[cita requerida]

### Venezuela
En Venezuela, es muy conocido el "cabrito al curry", el cual se prepara especialmente en los estados de Falcón y Lara, se trata de un cabrito guisado en especias y curry. En el estado de Zulia, cuya capital es Maracaibo, es un ícono de la comida zuliana el cabrito en coco, o simplemente como se le denomina en la zona, "chivo en coco", donde el cabrito se prepara troceado y guisado normalmente, pero agregándole al guiso leche de coco, la cual se obtiene de exprimir la pulpa interna del coco rallada y hervida en agua o leche. Al norte del estado Zulia el cabrito es un elemento importante de la cultura indígena Wayúu o guajira, donde constituye uno de sus principales alimentos así como elemento de pago o trueque entre las familias, ya que su cría es de alta importancia en dicha zona.